# Craig Crowley
Craig Crowley, de son vrai nom Craig Andrew Crowley, est un footballeur sourd britannique et l'ancien président du Comité international des sports des sourds, né le 14 avril 1964.

## Biographie
Aux Deaflympics d'été de 1985, L'équipe britannique de football et Craig remporte deuxième place donc la médaille en argent.
En 2005, il s'engage dans l'équipe de l'union européenne des sourds au poste de directeur exécutif et cède à Mark Wheatley en 2007.
Le 4 septembre 2009, Craig est élu le 8e président du Comité international des sports des sourds avec 33 voix contre le russe Valery Rukhledev avec 32 voix.
Le 25 juillet 2013, Craig est de nouveau candidat pour le deuxième mandat du président du Comité international des sports des sourds et n'est pas élu avec 33 voix contre le russe Valery Rukhledev avec 39 voix.

## Parcours dans la vie politicienne
- Président de l'association des sports des sourds du Royaume-Uni  UK Deaf Sport[5],[6]: 2003-2006
- Directeur exécutif à l'Union européenne des sourds[7]: 2005-2007
- Président du Comité international des sports des sourds : 2009-2013
- Président de l'association des sports des sourds du Royaume-Uni UK Deaf Sport[8]: 2014 -

## Vie privée
Craig Crowley est marié et a trois enfants.

## Palmarès

### Deaflympics
- Deaflympics d'été de 1985
  -  Médaille d'argent avec l'équipe de football britannique[3].